# 劉細良
劉細良，JP（1965年11月11日—），香港資深跨媒體時事評論員，曾任職民主黨智囊，其後從事傳媒，2006年任香港政府屬下的中央政策組全職顧問。

## 家庭背景，求學生涯
劉細良籍貫廣東番禺，父親曾在赤柱軍營服務駐港英軍，後來在球場對面開了家裁縫店。劉細良少年時居於東頭邨徙置區22座，與兄姊的最大娛樂，是到圖書館借書。家裏沒有電視機，圖書館是接觸外邊資訊唯一的窗口。劉細良小學時期首先接觸的小說是《西遊記》。
劉細良在1977年畢業於獻主會溥仁小學上午校，與香港大學感染及傳染病中心總監何栢良為同班兼同屆畢業同學；劉細良於同年入讀李求恩紀念中學。中一、中二開始閱讀金庸小說，並在教師誘導下，閱讀大量名家作品。惟他讀書表現並不出色，每年也因數學不合格而要試讀升班。其後靠自力發奮，在會考及高等程度會考（H-level）取得優異成績。
劉細良上任中央政策組顧問前接受明報專訪，據報道，『那時候，同學都努力溫習課本，獨剩劉細良狂啃台灣《雄獅美術》雜誌、印象派畫冊，還有金庸、岑凱倫、三毛、瓊瑤這些課外書。他說﹕「反過來我像是個freak（怪人），因為，一、沒有人知道我說什麼﹔二、他們對我講的事亦沒興趣，例如我說《金報》或《生報》（黃玉郎的漫畫報紙）連載的《射鵰英雄傳》是錯的，但我的同學根本不知誰是金庸。」閱讀，令劉細良充滿挫折，被同學排擠，不受老師認同，只能孤獨地享受讀書的過程。劉細良成績一直墊底，中學考進了李求恩，老師多屬台灣大學畢業生，會推薦不一樣的課外書，讀冰心、蔣夢麟、胡品清、余光中、白先勇的作品。可是他的英文與數學成績仍然不濟，每年都要「試讀升級」直至1982年會考。提起會考成績，他著實有點自豪﹕「當時我是全文科第一的。」他考9科，中英數、中西史、經濟、聖經、美術等，獲得3A、2B、2C佳績﹔高等程度會考再拿了個4優1良。「以前我是loser，但原來很多知識的訓練，不是從課本而來的，只是當時不知道。」這是閱讀首次給劉細良帶來外在的成就，他亦順利跨進了中文大學的門檻。』
1984年入讀香港中文大學新亞書院歷史系，主修歷史，副修藝術。劉細良為梁家權的《沒有粉絲的碗仔翅》作序提及，1985年他每星期到逯耀東教授辦公室單對單上課，逯教授與其談天說地，由飲食文化講到大陸文化大革命，令劉細良眼界大開，是其四年大學生活最美好的回憶。1988年畢業後，得到中大破格取錄為社會學系研究生，師從金耀基教授。1991年獲頒中文大學社會學哲學碩士學位。

## 工作

### 大學時代及政黨工作
入讀香港中文大學後，劉細良積極從中國入口書籍於香港轉售，又於大學舉辦書展及相關活動，賺得了「足以付足大學學費的數目」，初期與中學的舊相識范永康拍擋，以每次百多元的工錢，招募歷史系師弟到廣州的書局帶書回港轉售。
1988年，劉細良修讀社會科學系研究院碩士課程，翌年中國發生六四事件，對他心理打擊極大，1991年畢業後，原打算往美國修讀社會學博士學位，獎學金與導師職位都已安排，他卻臨時變卦，經當時的研究院同學，現任中文大學政治與行政學系副教授馬嶽引路，加入香港民主同盟（民主黨前身）當研究員，一做7年。當時的主席李柱銘對劉甚信任，找他為其演辭、講稿、及早期的《壹週刊》文章當代筆。1997年6月30日香港主權移交前夕，李柱銘在立法局大樓外高喊「香港回歸，不單是土地回歸，最重要的，是民心的回歸，讓我們有真正的民主，更大的自由空間，才能獲得港人的民心」，該演辭便是出於劉的手筆。
1997年，中方不滿彭定康政改方案，終止「直通車」——原來的立法局議員不能直接成為特區的立法會議員，並單方面成立「臨時立法會」作為立法機構，直到1998年特區第一屆立法會組成為止。臨立會成立，令劉細良與民主黨眾元老不和表面化。當時民主黨杯葛臨立會，議員都「下車」，至1998年立法會重選入局。但「他們落車後，日子又依舊過，沒有認真思索民主黨的發展策略」，令劉細良更同情被主流派打壓的黨內少壯派。議員「下車」，助理遭遣散，劉細良亦意興闌珊，準備離開民主黨研究部，李柱銘便介紹他給香港《壹週刊》老闆黎智英。

### 傳媒工作

#### 雜誌工作
1997年，劉細良過檔《壹周刊》任職編輯。2000年7月，《壹週刊》刊登一篇題為「狀元考試考上癮」的文章，指皇仁書院畢業生金思行沉溺考試，表示「無考試就會周身痕，...返工日日如是好悶」。金思行向記者協會及私隱專員公署投訴，指該篇關於他的文章有大部分內容是「完全虛構」的，劉細良向記協操守委員會表示受到無理指控並對有關投訴深表遺憾。記協裁定「難以斷言有關文章載有揑造的內容」（調查報告已於記協網頁刪除）。私隱專員則認為表面證據不足，無須調查；金不服上訴，行政上訴委員會一致同意私隱專員的決定。
2001年，劉細良轉往鄭經翰創辦並擔任社長的《茶杯雜誌》任職總編輯。同年12月，創刊僅七個月的《茶杯》第三度裁員，裁減100人，由周刊改為成本較低的月刊。該雜誌後來被TOM集團收購，劉獲委任為TOM集團香港區總編輯顧問，負責香港地區出版業務，包括月刊《茶杯雜誌》(CUP Magazine)、影音週刊《av magazine》、飲食月刊《生活百寶》以及策劃3G媒介內容MW頻道。

#### 電台工作
除負責雜誌編務，劉細良還在香港商業電台主持節目，有《打書釘》和與陶傑、梁文道、沈旭暉主持的《光明頂》，漸漸為人熟悉。

#### 電視工作
他亦曾與梁文道一起主持了一季香港電台電視部的《頭條新聞》，並客串主持過五稜鏡，2005國際政治及經濟大事回顧，鏘鏘三人行，曾於無線電視法律節目百法百眾擔任嘉賓，並於上任中央政策組前夕，獲邀擔任新一季《頭條新聞》嘉賓。

#### 報章專欄
其文章見於每週六《明報》「精裝君王論」專欄，每天的《AM730》的「細說天下」，《蘋果日報》亦間中有劉細良的文章。

### 政府工作
1989年，港督衛奕信成立中央政策組，1992年劉細良任職民主黨政策研究員期間，獲中策組首席顧問顧汝德委任為中策組非全職顧問。
2005年3月10日，行政長官董建華以「健康理由」辭職，曾蔭權在行政長官補選中自動當選，6月21日獲得國務院正式任命。同年10月下旬，有傳言指劉會出任曾蔭權政府的新聞統籌專員。
2006年1月，再有傳言指劉會頂替2004年9月離職的練乙錚，出任中央政策組全職顧問。同年2月，劉細良向傳謀聲稱「已正式去信要求退出民主黨」，並在其《am730》專欄亦以「告別」為題，表示將停止於各媒體的時事評論工作 （页面存档备份，存于）。
2006年2月9日，香港兩份親共報章分別發表文章批評有關任命。東方日報社論以「披肝瀝膽遭白眼　殺人放火受招安」為題，內文以「是個徹頭徹尾的異見分子」，「重用劉細良之流的降卒」等形容有關任命，同報的梁立人專欄則認為「今日曾蔭權將希望寄託在泛民出身的投機分子身上，到頭來必會搬起石頭砸自己的腳」。太陽報顧天樂專欄則以「引狼入室」形容曾蔭權的做法，又批評劉為「不過一介寒酸秀才，造反無膽，殺人無力，既不足倚重，亦不足畏忌」。同日，香港立法會議員兼行政會議成員曾鈺成於星島日報撰文解釋「傳統親政府人士」抗拒劉細良被任命的原因，文中約三分一篇幅為引述劉細良以往於報章專欄批評「傳統親政府人士」之言論，這是首次有香港政府最高決策機關行政會議成員公開批評有關任命。
2006年2月10日，政府宣布委任劉細良為中央政策組全職顧問，任期至2007年6月30日。同日，曾蔭權拒絕回應曾鈺成公開批評有關任命一事。王紹爾則在《文匯報》撰文表示，他是被劉細良攻擊過的「傳統親政府人士」之一，他雖難以理解，但仍從支持曾蔭權強政勵治出發，以最大的善意支持劉細良出任中央政策組全職顧問。翌日，劉細良首次以中央政策組全職顧問身份，於香港電台「清談一點鐘」接受訪問，劉表示加入政府，是要進入權力中心近距離觀察「一國兩制」如何操作。
2006年2月17日，香港立法會議員鄭經翰以「政治專業時代已經來臨」為題，於信報撰文評論有關任命，並回應曾鈺成日前的評論，指其身為行政會議成員理應避嫌。同月19日，曾鈺成透過傳媒回應鄭經翰的批評：「主人都未出聲，狗唔需要吠住！」，引起公眾嘩然。
2008年11及12月，認識劉細良的蕭若元、梁國雄及梁錦祥在網台節目〈問乾坤〉及〈蕭鼓聲中〉中表示，劉細良因與公務員不咬絃而不被曾蔭權重用，變得游手好閒。
2011年，有網民在特首辦的面書網頁發現，劉細良已由中央政策組轉職特首辦文膽，並負責特定研究工作及撰寫專題分析，可見劉細良受到曾蔭權重用。
2012年6月30日，劉細良獲委任為非官守太平紳士。同日，劉細良離任中央政策組全職顧問。

### 離任中央政策組後，狠批新特首梁振英
2012年7月1日，剛卸任中央政策組全職顧問的劉細良高調參與七一遊行，並在DBC數碼電台的攤位站台，並把有關相片上載其面書專頁。他批評警方指遊行人數只得6萬多是荒謬，更指「此數字的政治功能是供梁振英上報北京中央之用」。翌日，行會成員張震遠在稱，很多人參與七一遊行，反映梁振英的求變說法正確，劉細良即在面書中批評張震遠是詭辯，指「市民上街係不滿梁振英，蠢材！」對於梁振英與司局長落區，劉細良指這是以「區議員水平」爛show扮落區親民，他認為梁振英應在政治層面回應群眾訴求，包括落實一人一票選特首及取消功能界別、交代如何維護香港核心價值，以及交代個人誠信問題，到立法會接受質詢。劉細良並在面書中說﹕「如他（梁振英）一意孤行，繼續靠建制派護航落區，聽取預先安排好的群眾意見，在泛民及自發群眾狙擊下，將賠上全個政府的民望。」不過，有網民質疑劉細良在政府任內有否爭取過民主普選。

### 受聘理大
2012年12月17日，劉細良獲政府批准離任中央政策組全職顧問後受聘於香港理工大學進行一項研究項目。

### 創辦主場新聞
2012年7月，劉細良與好友蔡東豪、梁文道、和宋漢生創辦新聞網站「主場新聞」（House News，立場新聞前身），以「我城‧我觀點‧我主場」為口號，提供新聞及各類資料彙集。2014年7月26日，「主場新聞」結束運作。

### 創辦網台
2014年6月，劉細良、鄺頴萱夫婦等成立「城寨」網台，節目以時事為主打，政治光譜上偏向泛民主派。6月16日，「城寨」首日節目於其Youtube頻道發布，6月20日正式啟播。2019年6月，受送中條例影響，觀看城寨直播人數不斷上升。至7月尾，曾有約三萬人在網上觀看劉細良直播的主持節目。

## 爭議

### 被潘東凱入稟追討版權稅
2018年，書本《炎黃解毒》的作者潘東凱（Gordon Poon）入稟區域法院，向劉細良與其妻鄺穎萱創辦的出版社上書局追討版權費最少19.2萬元。入稟狀指，潘東凱於2016年6月寫成《炎黃解毒》一書，同月與被告上書局達成協議，讓上書局負責印制、出版及發行，共且獲獨家發行權5年，劉細良與鄺穎萱並代表上書局同意支付該書每本零售價128元中的25%，即32元作為版權費予潘東凱。潘東凱後來得知該書售出超過6,000本，但被告卻一直拒絕向他支付版權費，他多次追討仍不得要領。潘東凱向法庭入稟追討款項，及要求法庭頒令禁制上書局繼續出版、銷售或發行其著作《炎黃解毒》，並要求上書局交出出版帳目（案件編號：DCCJ 4407/2018）。

### 2019年反修例運動言論
2019年3月15日，香港開始反對逃犯條例修訂草案運動。
5月24日，劉細良於其網台節目《奪命LoudZone》呼籲示威者下次遊行，在軒尼詩道面對水炮車時手拖手坐低。另一位主持范國威和應。
|  | 經過今次四百人大搜捕之後，我認為下次上街大家要有思想準備 － 就係咪現場坐低呢？現場坐低我睇你點拉！成條軒尼詩道坐晒囉！使乜行啫 － 我覺得，亦都唔需要走喎！當日我喺度諗，如果再有呢個情況，就要進化到即時宣佈全部坐低！（由民陣宣佈）係呀！你咪拉囉？我睇你拉得幾多個？喂！呢個係返返去雨傘運動個劇本嚟喎！嗰時係咁㗎嘛！水炮車嚟大家咪手拖手囉！手翹手呀！係咪？ |

8月5日，劉細良於其網台節目《三不館》表示，不想抗爭群眾再用「光復香港，時代革命」作為口號。其理由是口號沒有具體訴求，模糊了五大訴求和警察暴力的焦點，而林鄭月娥用這句口號作為口實，「俾位人入」，所以不宜再用。
四個月後，一場示威出現劉細良早前製作的「連豬」、Pepe頭套。其後，城寨 Facebook 專頁發文，寫道「我們正經歷時代革命」，網民質疑劉前言不對後語。

### 3D濾罐自由定價風波
2020年初，2019年冠狀病毒病傳入香港，港人搶購口罩，出現口罩荒。對此，劉細良希望以創意，解決社會問題，達致社會創新。其聽眾以義工身份，打印3D濾罐。劉以自由定價方式，希望索取濾罐者多多益善，少少無拘。
其後，有索取濾罐者放下十元，劉細良認為他不尊重自己，命其拿回。一晚，劉於其節目中批評該位索取者。
|  | 譬如我印呢個濾罐，印咗之後我話自由定價，有人畀十蚊，我叫佢攞返走。你真係唔好侮辱我！我自由定價嘅意思，唔該！你尊重我，亦都尊重你自己。如果你俾十蚊我，你不如唔好俾，係咪先？ |

### 賣樓獲利三千多萬元，被質疑食人血饅頭
2021年4月，劉細良、鄺穎萱夫婦出售一個位於北角半山雲峰大廈B座高層，實用面積1,650平方呎，三房連套房間隔的單位，成交價4,380萬元，折合呎價26,545元，成交價創下該大廈單位新高。2006年，他們以約1,230萬元購入上述單位，持貨約14年，易手後帳面獲利3,150萬元，物業期內升約2.6倍。新買家為鄧宛舜（Tang Yuen Shun Cynthia）律師，鄧氏於2020年初獲政府委任為公司法改革常務委員會委員，2021年繼續擔任該職位。由於劉細良獲利三千多萬元及買家有建制背景，此交易在網絡上掀起論戰。青永屍、無神論者的巴別塔、渾水等人批評劉細良，質疑他如此富有，其網台不應要求網民「課金」，又形容劉細良曾指控不同社運人士是「鬼」，自己卻乘著過去兩年社會政治氣氛，累積大量財富，指劉氏吃「人血饅頭」。專欄作家陶傑認為劉細良需要自行向支持者交代。

### 陳橋攝影集事件
陳橋是香港第一代華人攝影記者，任職《南華早報》攝影記者28年，除了攝影作品獲6項世界新聞圖片榮譽獎，他更是首位從事新聞攝影行業的人獲頒英女王榮譽獎章。2006年9月，溫哥華的中僑互助會為陳橋出版了一本名為《鏡頭下的歷史：陳橋三十載新聞圖片錄》（Kiu Chan Times 30: Moments Captured by a Photojournalist）的攝影集，該攝影集的封面是寬闊白銀橫框，封面及封底中間的橫框由數張黑白照片拼貼而成，全書共178頁，國際書號為 9781896148441，每冊售價加幣25元，陳橋以該書為加拿大的華人組織中僑互助會作義賣籌款。
2017年7月，劉細良與其妻鄺穎萱創辦的出版社上書局出版一本名為《鏡頭下的歷史》（Moments Captured by a Photojournalist）的精裝攝影集，作者陳橋，該攝影集封面為黑色，只印有中英文的書名和作者名，全書共188頁，國際書號為 9789881352866，每冊售價港幣300元。
2024年4月6日，96歲的陳橋離世，4月19日舉行追思會。4月20日，作家陳韻文在面書中發文，指在追思會上，劉細良出版的2017年版《鏡頭下的歷史》被陳橋家人以幻燈片放出，照片下有英文字申明該書未獲陳橋同意刊印。
2024年4月28日，劉細良在YouTube中發表關於2017年版《鏡頭下的歷史》的7分鐘聲明。他說於2017年1月在溫哥華收到香港記者協會前總幹事聶德寶電話，邀請他去訪問身在溫哥華的陳橋，2017年1月12日，劉細良與陳橋見面，訪問期間陳橋拿出2006年版的《鏡頭下的歷史》，向劉氏表示希望再版。之後劉細良及鄺穎萱聯絡《南華早報》，並於2017年3月6日獲得《南華早報》的授權，可免費使用《南華早報》擁有版權及陳橋拍攝的相片，以出版不多於5000本的《鏡頭下的歷史》，過程中劉氏有以電話與陳橋保持聯絡，之後陳橋將一張儲存相片的光碟寄至香港上書局的辦公室，劉氏得到《南華早報》確認光碟內的相片之版權屬於《南華早報》。2017年7月，《鏡頭下的歷史》出版了1000本，劉細良親身將新書送到陳橋手上，以至後來茶聚，陳橋也有在現場為讀者簽書。
2024年5月6日，陳橋長女陳麗娟透過《消失的檔案》導演羅恩惠代轉聲明，指劉細良上書局於2017年印製發售的攝影集《鏡頭下的歷史》，未獲其父口頭或書面上的授權或同意，亦未有人告知其父親發行後，售書收益歸屬何方，也不知每冊售價300港元，出版後亦未收分文。她亦反駁劉細良4月28日關於版權的聲明，指《鏡頭下的歷史》出版過程中，其父及《南華早報》雙方均受不同程度的欺瞞。她指其父當日被人說服借出照片作初步參考，未曾想過對方會自行將照片付印謀利，並引述南華早報內容資源主管Weldon Kong的說法，指2017年2月劉細良以「賀陳橋90歲壽辰、助陳橋出書」為名，跟《南華早報》接觸，負責部門誤以為該書是送給陳橋的賀壽禮物，故未有越洋向陳橋查證，便豁免相關的版權費用。對於劉細良於4月28日在網台節目中展示的《南華早報》授權合約，陳麗娟批評對方「混淆視聽，誤導公眾」，指合約並無涵蓋其父的署名權，並指《南華早報》的授權決定是因被劉氏誤導。
此事件在網絡上掀起極大迴響，很多網絡主播及評論員發言討論，當中較大部份人傾向認為劉細良理虧，包括：何良懋、譚達華、潘東凱、吳志森、徐少驊、傑斯、桑普、鍾劍華、渾水、李慧玲、伍振榮、王岸然、張寶華、歐昶瑩、程翔、曾志豪、馮睎乾、趙善軒等。亦有較小部份人傾向支持劉細良，包括：黃世澤、陶傑、蕭若元等。

## 感情生活
在中大新亞書院時期，劉細良與師妹陸錦蓉曾經拍拖，之後分手。
2006年底，與拍拖多年的女友，出版社「威震四方」董事總經理鄺穎萱（Kwong Carmen Wing Suen）在泰國旅行結婚。
他亦曾與徐少華主持網台節目，盛讚林琳身材出眾。

## 興趣
劉細良的興趣是旅遊，曾自言喜愛旅遊，愛分析旅遊現象，當地文化。

## 著作

### 旅遊類
- 《森羅萬象——滿天神佛的亞洲世界》2014
- 《過客2──中國遊記》2011
- 《過客》  2010年
- 《帶著偏見去旅行》  2007年
- 《文字慾系列－－日本痴漢》2005
- 《大朝聖》 2004年
- 《東京未來都市漫遊》　2004年
- 《江戶東京漫步指南》 2004年

### 文化類
- 《手作仔》2012
- 《紐倫港之夢》2008
- 《日本痴漢》2005
- 《勇敢新世界—互聯網罪與罰》 2005年，與許煜合著

### 政治類
- 《細良好讀．看世界》2018
- 《細良好讀．看中國》2018
- 《香港知識人》2014
- 《大香港人》2013
- 《新君王論3》2005年，與原復生及蔡子強合著（有指新君王論系列係抄襲Dick Morris 的 The New Prince）
- 《百日維新》2005年，與陶傑、蔡子強等合著
- 《卡拉OK政治論》2004年
- 《選舉與議會政治：政黨崛起後的香港嶄新政治面貌》1995年，與蔡子強、周柏君合著

### 書籍插圖
《10種不可搭上的戀人》撰文：潘山卓

## 外部連結
- 881903.com 節目主持自我介紹（页面存档备份，存于）
- 蔡子強與劉細良同遊埃及
- 689殺蘋果、紅色魔爪操控傳媒 - 08/04/19 「三不館」2/2
- 每天關心劉細良坐低未的Facebook專頁

| 前任 練乙錚 | 香港中央政策組全職顧問 2006年2月10日－2012年6月30日 | 繼任 王卓祺 |